# Roberto Serra
Roberto Serra est un patineur de vitesse sur piste courte italien.

## Biographie
Il est médaillé de bronze en relais lors des Championnats du monde de patinage de vitesse sur piste courte 2004.
Il participe aux épreuves de patinage de vitesse sur piste courte aux Jeux olympiques de 2006 et arrive 9e au 500 mètres.
Il est médaillé de bronze sur 500 mètres aux Jeux mondiaux militaires d'hiver de 2010.